# Luna 10
Luna 10 je první sonda ze Sovětského svazu a Země, která se stala v roce 1966 umělou družicí Měsíce. V katalogu COSPAR byla později označena jako 1966-027A.

## Popis sondy
Typ E-6S byl vyroben jako všechny Luny od Luny 9 v konstrukčním středisku OKB Lavočkina v Chimkách (Moskevská oblast). Základem konstrukce tříosé stabilizované sondy byla nádrž s okysličovadlem, pak zásobník paliva a raketový motor. Dále zde byly tři raketové řídící motorky, několik gyroskopů, schránka s řídící elektronikou. Byla zde i vědecká aparatura s řadou přístrojů, jimiž se měřilo infračervené, gama i sluneční záření a plazma, záření z Měsíce, detektory mikrometeoritů. Dále zde byla vysílací aparatura pro přenos signálů na Zemi.

## Průběh letu

### Po startu
Start nosné rakety Molnija se sondou byl dopoledne 31. března 1966 z kosmodromu Bajkonur. Nejprve byla vynesena na nízkou oběžnou dráhu 195–212 km nad Zemí (též uváděna jako parkovací).
Během druhého letového dne byl ve vzdálenosti 240 000 km od Země zapnut korekční raketový motor.

### Úkol splněn
Večer 3. dubna byl zapálen znovu brzdící raketový motor v době, kdy sonda prolétala zhruba 1000 km nad povrchem Měsíce. O 20 sekund později se od sondy oddělilo pouzdro s vědeckou aparaturou, zůstalo na oběžné dráze jako mateřská sonda.
Sonda pracovala na oběžné dráze ve výši 350–1007 km nad povrchem Měsíce 56 dní, pak se chemické baterie vybily a přenosy informací na Zem ustaly. Během oněch necelých dvou měsíců vykonala 460 oběhů Měsíce a vyslala 219 radiových relací, zaznamenala na detektoru 198 nárazů mikrometeoritů. Nedodávala žádné snímky, ovšem mimo vědeckých údajů vysílala na Zem 4× Internacionálu. Tím její tvůrci uctili 23. sjezd Komunistické strany Sovětského svazu.